# Das Mädchen vom Moorhof (1935)
Das Mädchen vom Moorhof is een Duitse dramafilm uit 1935 onder regie van Detlef Sierck. Het scenario is gebaseerd op de novelle Het meisje van de veenhoeve (1908) van de Zweedse auteur Selma Lagerlöf.

## Verhaal
Een jonge boer die verliefd is op een vrouw met een grotere boerderij dan hijzelf, gaat naar de markt om een huishoudster uit te zoeken. Hij treft er een jong meisje aan, die zwanger is van haar vroegere baas.

## Rolverdeling
| Acteur                 | Personage         |
| ---------------------- | ----------------- |
| Hansi Knoteck          | Helga Christmann  |
| Ellen Frank            | Gertrud Gerhart   |
| Friedrich Kayßler      | Vader Dittmar     |
| Theodor Loos           | Rechter           |
| Kurt Fischer-Fehling   | Karsten Dittmar   |
| Jeanette Bethge        | Moeder Dittmar    |
| Eduard von Winterstein | Gerhart           |
| Lina Carstens          | Moeder Christmann |